# ميريام بنجامين
ميريام بنجامين (بالإنجليزية: Miriam Benjamin)‏ هي مخترِعة أمريكية، ولدت في 16 سبتمبر 1861 في تشارلستون في الولايات المتحدة، وتوفيت في 1947 في بوسطن في الولايات المتحدة.